# 12091 Jesmalmquist
12091 Jesmalmquist eller 1998 HS96 är en asteroid i huvudbältet som upptäcktes den 21 april 1998 av LINEAR i Socorro County, New Mexico. Den är uppkallad efter Jessica Lea Malmquist.
Asteroiden har en diameter på ungefär 3 kilometer och den tillhör asteroidgruppen Vesta.